# Ógelle
Ógelle (szlovákul Staré Holice vagy Stará Gala) Gelle településrésze, 1940-ig önálló falu a mai Szlovákiában a Nagyszombati kerületben a Dunaszerdahelyi járásban. 2011-ben 344 lakosa volt.

## Fekvése
Dunaszerdahelytől 10 km-re nyugatra fekszik.

## Története
1496-ban említik először Ogelye alakban. Pozsony várának tartozéka, később az esztergomi érsekség birtoka volt. Az ún. gellei szék faluja volt, a szabadalmazott falvak közé tartozott. Jobbágyai minden adótól és szolgálattól mentesültek. 1524-ben II. Lajos tovább terjeszti ki szabadalmait. 1553-ban királyi birtokként 8 portája volt. A későbbiekben a Pálffyak birtoka.
1828-ban 30 házában 221 lakos élt.
Vályi András szerint „Ó Gelle. Magyar falu Posony Vármegyében, földes Ura G. Pálfy Uraság, lakosai katolikusok, fekszik Kis Lutséhez, és Posfához 1/4 órányira, határja két nyomásbéli tiszta búzát és rozsot terem, erdeje réttye nints, piatza Somorján”.
Fényes Elek szerint „Gelle (Ó), magyar falu, Pozsony vmegyében, Egyház-Gelle mellett: 208 kath. lak. F. u. a Pálffy család senioratusa”.
1910-ben 232, túlnyomórészt magyar lakosa volt. A trianoni békeszerződésig Pozsony vármegye Dunaszerdahelyi járásához tartozott.

## Külső hivatkozások
- Községinfó
- E-obce.sk[halott link]
- Ógelle Szlovákia térképén
- A település a Balatonfelvidék honlapján[halott link]